# Cliffsend
Cliffsend – wieś w Anglii, w hrabstwie Kent, w dystrykcie Thanet. Leży 21 km na wschód od miasta Canterbury i 106 km na wschód od centrum Londynu.